# Paoluccio Anafesto
Paoluccio Anafesto (VII secolo – Venezia, 717) è considerato dalla tradizione il primo doge del Ducato di Venezia, dal 697 fino alla sua morte.

## Biografia

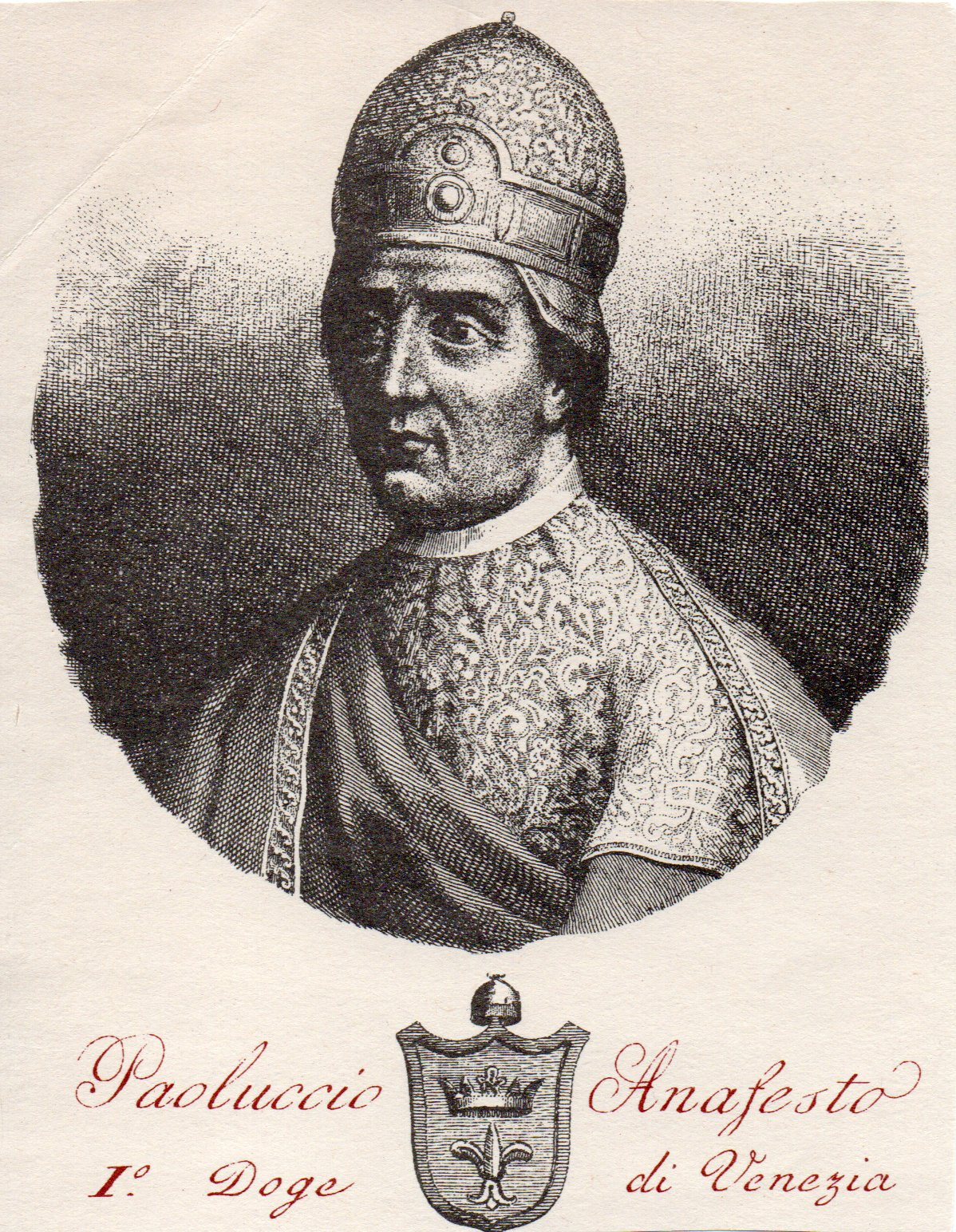

Al di là delle tradizioni, di lui si sa estremamente poco. Va detto, anzitutto, che le prime attestazioni lo riportano semplicemente come Paulicio, mentre l'attuale forma Paoluccio, come pure il cognome Anafesto, compaiono più tardi.
Tra i primi a parlarne è lo storico Giovanni Diacono, vissuto a Venezia tra il X e l'XI secolo. Secondo il suo racconto, sin dalla metà del VI secolo la Venetikà, il distretto bizantino esteso sulle lagune venete, era governata da tribuni eletti annualmente. Tuttavia, dopo centocinquant'anni queste istituzioni si dimostravano inadeguate nel fronteggiare gli attacchi dei barbari, pertanto il patriarca di Grado, massima autorità ecclesiastica del territorio, convocò nella capitale Eraclea un'assemblea per eleggere un duca con mandato a vita su cui concentrare il potere. Dopo lunghe discussioni, la scelta cadde su Paoluccio, una delle personalità più capaci e prestigiose della città, inaugurando così la serie dei centodiciannove dogi che governarono ininterrottamente Venezia sino al 1797 (fatta salva la parentesi del regime dei magistri militum).
Secondo Giovanni l'episodio va collocato ai tempi dell'imperatore Anastasio II, quindi tra il 713 e il 715. Altre fonti parlano invece del 706 o, ancora, del 697; sarebbe quest'ultima la data più corretta, in quanto tramandata dalla più affidabile Chronica extensa di Andrea Dandolo.
La vicenda si inserisce nel più ampio contesto dell'invasione longobarda dell'Italia, che portò i Bizantini a militarizzare i domini rimasti in loro possesso. Al vertice di essi fu posto un esarca con sede a Ravenna che coordinava vari ufficiali, detti duces o magistri militum, dislocati nelle varie unità territoriali; a questi erano a loro volta sottoposti i tribuni o comites, a capo di singole città o castelli. Fu così che anche la Venezia, inizialmente amministrata da vari tribuni o forse unita all'Istria in un'unica regione, divenne un Ducato a sé stante.
Nelle cronache, tuttavia, non si fa cenno al conferimento formale della carica a Paulicio che avrebbe dovuto spettare all'esarca. Forse è stata volutamente tralasciata dagli storiografi, da sempre riluttanti ad ammettere l'iniziale dipendenza da Costantinopoli, oppure si spiega con una momentanea crisi dell'autorità esarcale.
Poche le notizie attorno al suo mandato, anche se viene ricordato come un governatore equilibrato; invero, ebbe dei rapporti difficili con il patriarca di Grado, ma non è chiaro il motivo dei contrasti. Con Liutprando stipulò un trattato di pace che ai tempi di Giovanni Diacono era ancora in vigore e definì i confini di terraferma con il regno dei Longobardi (la cosiddetta terminatio liutprandina). Quest'ultimo accordo è citato nel Pactum Lotharii dell'841, nel quale si riporta che, per quanto riguarda i confini di Cittanova, si considerava valido quando concluso tra il re Liutprando, il duca Paulicio e il magister militum Marcello.
Secondo le fonti, morì dopo vent'anni e sei mesi di governo (quindi, secondo la datazione più probabile, nel 717) e venne sepolto a Eraclea. Verosimilmente spirò di morte naturale, ma alcuni storici antichi lo dicono vittima di una rivolta perpetuata da alcuni maggiorenti di Malamocco ed Equilio che uccisero anche i suoi figli (ad eccezione di un chierico che ne avrebbe continuato la discendenza). Gli successe Marcello, forse lo stesso menzionato nel Pactum Lotharii.

## Storicità
A partire dal Novecento molti studiosi hanno messo in forte dubbio la storicità di Paulicio, in realtà il numero ordinale dei dogi in antichi libri di storici e genealogisti, già non riconosceva Paulicio come doge, quindi possiamo trovare Pietro Gradenigo come 48º doge oppure Marino Zorzi come 49º doge.
Di grande interesse quanto avanzato da Roberto Cessi secondo il quale il primo doge eletto dai Venetici sarebbe stato Orso, salito al potere nel 726 durante una rivolta contro la politica iconoclasta perpetrata dall'imperatore Leone III Isaurico. Lo storico, ritenendo inaffidabili le serie tradizionali dei dogi veneziani, sostiene che all'epoca di Paulicio le lagune fossero ancora pienamente dipendenti da Bisanzio, pertanto è improbabile che la popolazione avesse preso l'iniziativa di eleggere un proprio governante.
Riguardo a quanto riportato nel Pactum Lotharii, Cessi dubita che un duca venetico potesse concludere accordi confinari, in quanto essi erano prerogativa dell'imperatore. Sulla base di ciò, ha ipotizzato che il duca Paulicio fosse in realtà l'esarca Paolo, che attorno al 727 rappresentava la massima autorità bizantina in Italia; Paulicius altro non sarebbe che una derivazione da Paulus patricius, riferimento al rango nobiliare del governatore.
Altre ipotesi più recenti credono che Paulicio fosse in realtà il duca longobardo di Treviso e ritiene la terminatio liutprandina il risultato dei rapporti tra le aree di confine dell'epoca. Infatti, in diversi e vari libri antichi troviamo il Marino Zorzi riconosciuto come 49º Doge dell'ordine e non come 50°, oppure il predecessore Pietro Gradenigo come 48º doge.